# Йоп, Мариуш
Ма́риуш Йоп (пол. Mariusz Jop; 3 августа 1978, Островец-Свентокшиски) — польский футболист, защитник; тренер.

## Карьера
Йоп начал играть в клубе КСЗО. Он выиграл чемпионат Польши с Вислой из города Краков в сезонах: 2000/01, 2002/03 и 2003/04. Во время игры за российский клуб «Москва» стал первым поляком, забившим гол в российской Премьер-лиге. 11 июля 2009 «Висла Краков» подписали защитника сборной Польши, который стал свободным агентом после завершения контракта с клубом «Москва».

## Сборная
В 2003 году дебютировал в составе сборной в матче против сборной Бельгии.

## Достижения
- Чемпион Польши (3): 2001, 2003, 2004
- Обладатель Кубка Польши (2): 2002, 2003
- Финалист Кубка России (1): 2006/07